# 헌츠빌 (앨라배마주)
헌츠빌(영어: Huntsville)은 미국 앨라배마주 북부에 있는 도시이다. 인구 215,000 (2020).
앨라배마주 북부, 매디슨군의 군청소재지이며, 시역 일부는 라임스톤군에도 걸쳐 있다. 테네시 강 연안에 위치한다. 주변 라임스톤 카운티를 포함한 광역(Huntsville Metropolitan Area)인구는 471,824명(2020)에 달한다. 1805년 존 헌트가 이 곳에 처음 정착하여 지명의 기원이 되었다. 1811년 앨라배마 지역의 최초의 지자체로 형성되었고 1819년 새로 미국의 주로 편입된 앨라배마 주의 헌법제정회의가 열렸고 잠시 주도가 되기도 했다. 1855년 미시시피강 유역과 대서양을 연결하는 철도 통과지점이 되면서 발전했으나, 남북 전쟁으로 쇠퇴했다. 그 후 목화 지대의 중심지였고, 제2차 세계대전 후 항공우주산업의 중심지로 발전하였다.
20세기 후반, 로켓·미사일 제조 산업이 크게 발달하였고 다양한 제조업의 발달로 고용이 늘어났다. 다른 제조업을 기반으로한 도시들이 미국의 산업구조의 변경과 국제경쟁력의 하락으로 급격하게 낙후되어 갔지만, 이런 도시들과 다르게 헌츠빌은 STEM 교육(science, technology, engineering, mathematics)과 관련된 산업들을 중심으로 2000년대 이후에도 계속된 발전을 해왔다. 현재 미국 전체에서 헌츠빌은 산호세 다음으로 도시 내에 STEM에 종사하는 인구 비율이 가장 높은 도시이다. 또한, 헌츠빌은 인구기준으로 앨라배마에서 가장 큰 도시일뿐만 아니라, 주내에서 2000년대 이후에도 지속적으로 성장하고 인구가 증가하고 있는 유일한 인구 10만명 이상의 도시이다. 헌츠빌의 위성도시이자 헌츠빌에 직장을 가지고 있는 사람들이 거주하는 매디슨도 앨라배마에서 가장 빠르게 인구가 증가하고 있다.

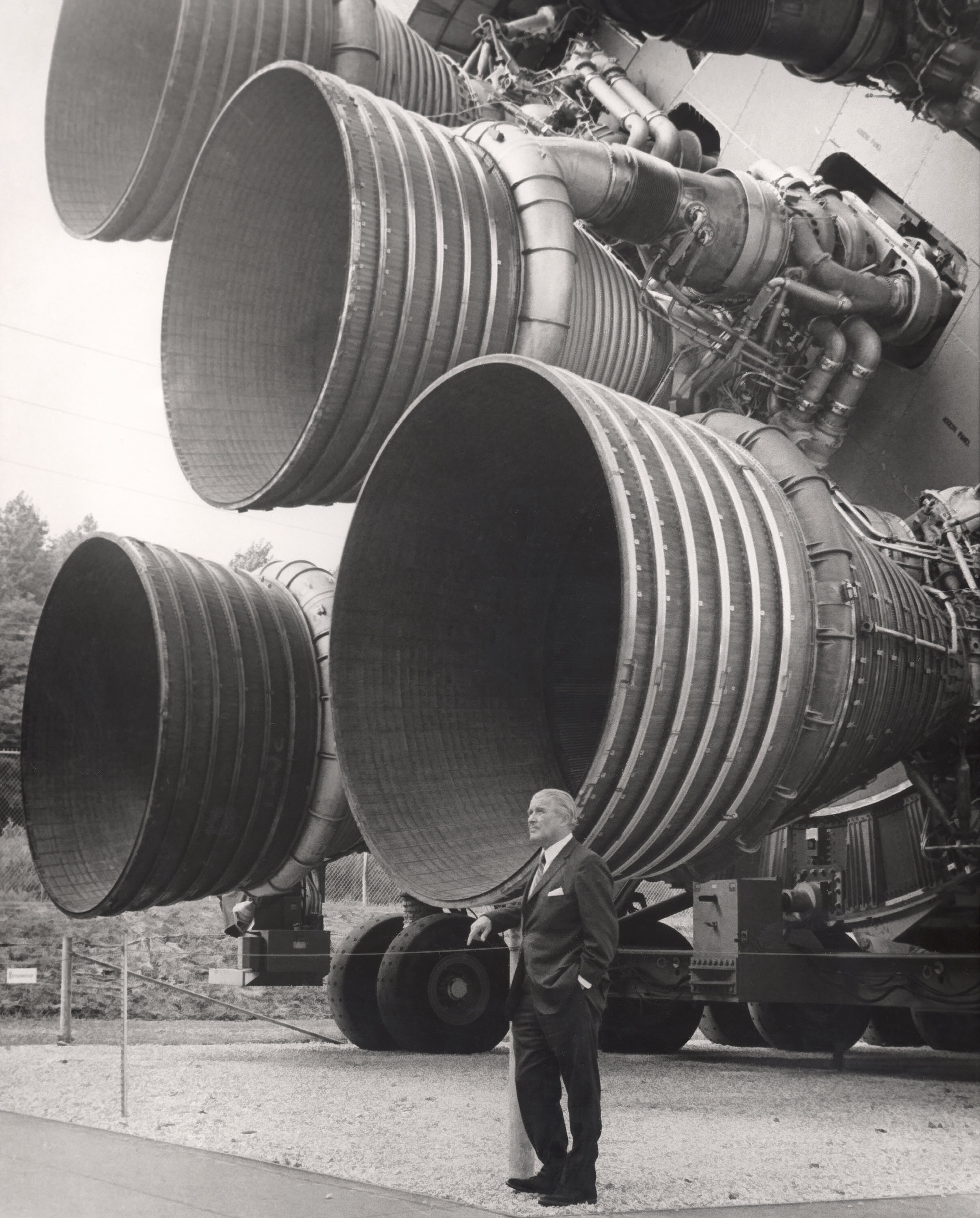
헌츠빌 우주로켓센터의 새턴 V 의 제1단 F-1 엔진(앞은 베르너 폰 브라운)

베르너 폰 브라운 박사와 로켓관련 연구와 개발은 헌츠빌의 상징이 되어 왔다. 공격용 미사일과 로켓의 연구, 개발, 시험, 훈련(전투 기술 연구)등을 실시하는 미 육군의 레드스톤 병기창(Redstone Arsenal)과 NASA의 로켓 발사체 관련 연구를 주도하고 있는 NASA 마셜 우주비행센터가 이곳에 위치해있다. 마셜 우주 비행 센터에서 인류를 최초로 달에 실어나른 Saturn V 로켓이 개발되었고 현재는 화성의 유인탐사선 수송을 위한 우주 발사 시스템이 개발중이다. 록히드 마틴, 보잉, ULA, 블루오리진을 비롯한 다양한 항공우주관련 회사와 방산업체들의 리서치/개발 센터들이 이 도시에 같이 위치하고 있다.
우주/방산 기업뿐만 아니라 GE, 3M, 도요타, 마츠다와 같은 다국적 대기업들의 공장과 구글과 페이스북의 데이터 센터도 위치해있다.
헌츠빌( 메디슨 카운티로 메디슨 카운티에 헌츠빌시와 메디슨 시가 있다. 메디슨이 더 부촌 )은 미국에서 항공우주산업이 가장 발달한 도시 가운데 하나이다. 앨버커키, 휴스턴과 함께 미국에서 군사적으로 아주 중요한 도시이고, 오하이오 주, 캘리포니아 주, 텍사스 주, 플로리다 주와 함께 NASA의 지역거점이다. 이 지역에서 NASA가 창출하는 경제적 가치는 상당하다. 7.4km2부지에 조지 C. 마샬 우주선 센터(MSFC)가 갖춰져 있고, 미합중국 육군 미사일 프로그램을 담당하는 곳인 레드스톤 아스널(Redstone Arsenal)도 있다. 최근에는 FBI의 본부가 대규모로 레드스톤 아스널에 신설되었고 미합중국 우주사령부도 이전할 계획이다. 또한 앨라배마 대학교 헌츠빌 캠퍼스(The University of Alabama in Huntsville, 약칭 UAH)가 있는 교육도시이기도 하다.
고등학교 이하 교육 쪽으로는 신설 과학 영재 과학고로 컴퓨터와 사이버 교육 인재를 발굴하기 위해, 수업료와 기숙사가 무료로 제공되는 Alabama School of Cyber Technology and Engineering ( ASCTE )가 최근에 신설되어 있으며, 신설 당시에 페이스북( facebook )이 기부를 했고, 현재도 계속 Raytheon (미사일 방산업체), Northrop Grumman, Pfizer Family Fund, BAE, Siemens 등 기업이 학교에 기부를 하고 있다.
약 3천명의 한인들이 거주하고 있으며 1982년에는 금성사(현 LG전자)가 헌츠빌에 텔레비전 생산 공장을 설립하였는데, 이는 대한민국의 기업이 해외에 생산 기지를 마련한 최초의 일이었다. 현재도 헌츠빌에는 LG전자의 북미 서비스 법인과 태양광모듈 생산 공장이 있다 다른 한국 기업으로는 효성그룹이 인근도시에 공장을 운영하고 있다.
미국 남동부에서 두번째로 긴 활주로를 가지고 있는 헌츠빌 국제 공항, 다양한 실물 로켓들과 우주 관련 전시물을 보유하고 있는 미국 우주 로켓 박물관(U.S. Space & Rocket Center) 그리고 앨라배마대학의 3개 캠퍼스 중 하나인 앨라배마대학 헌츠빌캠퍼스(University of Alabama, Huntsville)가 이곳에 소재하고 있다.

## 인구
| 인구조사                            | 인구    | Note  | %±     |
| ----------------------------------- | ------- | ----- | ------ |
| 1840년                              | 2,496   |       | —      |
| 1850년                              | 2,863   |       | 14.7%  |
| 1860년                              | 3,634   |       | 26.9%  |
| 1870년                              | 4,907   |       | 35.0%  |
| 1880년                              | 4,977   |       | 1.4%   |
| 1890년                              | 7,995   |       | 60.6%  |
| 1900년                              | 8,068   |       | 0.9%   |
| 1910년                              | 7,611   |       | −5.7%  |
| 1920년                              | 8,018   |       | 5.3%   |
| 1930년                              | 11,554  |       | 44.1%  |
| 1940년                              | 13,050  |       | 12.9%  |
| 1950년                              | 16,437  |       | 26.0%  |
| 1960년                              | 72,365  |       | 340.3% |
| 1970년                              | 139,282 |       | 92.5%  |
| 1980년                              | 142,513 |       | 2.3%   |
| 1990년                              | 159,789 |       | 12.1%  |
| 2000년                              | 158,216 |       | −1.0%  |
| 2010년                              | 180,105 |       | 13.8%  |
| 2019 (추산)                         | 200,574 | [ 7 ] | 11.4%  |
| U.S. Decennial Census 2018 Estimate |         |       |        |

## 기후
| 헌츠빌 (헌츠빌 국제공항)의 기후                                    | 헌츠빌 (헌츠빌 국제공항)의 기후 | 헌츠빌 (헌츠빌 국제공항)의 기후 | 헌츠빌 (헌츠빌 국제공항)의 기후 | 헌츠빌 (헌츠빌 국제공항)의 기후 | 헌츠빌 (헌츠빌 국제공항)의 기후 | 헌츠빌 (헌츠빌 국제공항)의 기후 | 헌츠빌 (헌츠빌 국제공항)의 기후 | 헌츠빌 (헌츠빌 국제공항)의 기후 | 헌츠빌 (헌츠빌 국제공항)의 기후 | 헌츠빌 (헌츠빌 국제공항)의 기후 | 헌츠빌 (헌츠빌 국제공항)의 기후 | 헌츠빌 (헌츠빌 국제공항)의 기후 | 헌츠빌 (헌츠빌 국제공항)의 기후 |
| 월                                                                 | 1월                             | 2월                             | 3월                             | 4월                             | 5월                             | 6월                             | 7월                             | 8월                             | 9월                             | 10월                            | 11월                            | 12월                            | 연간                            |
| ------------------------------------------------------------------ | ------------------------------- | ------------------------------- | ------------------------------- | ------------------------------- | ------------------------------- | ------------------------------- | ------------------------------- | ------------------------------- | ------------------------------- | ------------------------------- | ------------------------------- | ------------------------------- | ------------------------------- |
| 역대 최고 기온 °C (°F)                                             | 28 (82)                         | 28 (83)                         | 32 (90)                         | 35 (95)                         | 37 (99)                         | 42 (108)                        | 44 (111)                        | 42 (108)                        | 42 (108)                        | 38 (100)                        | 31 (88)                         | 27 (81)                         | 44 (111)                        |
| 일평균 최고 기온 °C (°F)                                           | 11.3 (52.3)                     | 13.9 (57.1)                     | 18.6 (65.5)                     | 23.8 (74.8)                     | 28.1 (82.5)                     | 31.7 (89.1)                     | 33.1 (91.5)                     | 32.9 (91.3)                     | 30.3 (86.5)                     | 24.4 (76.0)                     | 17.7 (63.9)                     | 12.8 (55.0)                     | 23.2 (73.8)                     |
| 일일 평균 기온 °C (°F)                                             | 5.9 (42.7)                      | 8.2 (46.7)                      | 12.3 (54.2)                     | 17.2 (62.9)                     | 21.8 (71.3)                     | 25.9 (78.6)                     | 27.4 (81.3)                     | 26.9 (80.5)                     | 23.8 (74.9)                     | 17.7 (63.9)                     | 11.4 (52.5)                     | 7.5 (45.5)                      | 17.2 (62.9)                     |
| 일평균 최저 기온 °C (°F)                                           | 0.6 (33.1)                      | 2.4 (36.4)                      | 6.1 (43.0)                      | 10.6 (51.0)                     | 15.7 (60.2)                     | 20.0 (68.0)                     | 21.7 (71.1)                     | 20.9 (69.7)                     | 17.4 (63.4)                     | 11.0 (51.8)                     | 5.1 (41.2)                      | 2.2 (35.9)                      | 11.2 (52.1)                     |
| 역대 최저 기온 °C (°F)                                             | −24 (−11)                       | −22 (−8)                        | −14 (6)                         | −4 (24)                         | 0 (32)                          | 6 (42)                          | 9 (49)                          | 10 (50)                         | 3 (37)                          | −5 (23)                         | −17 (1)                         | −19 (−3)                        | −24 (−11)                       |
| 평균 강수량 mm (인치)                                              | 127 (4.99)                      | 130 (5.11)                      | 137 (5.39)                      | 123 (4.86)                      | 119 (4.67)                      | 103 (4.06)                      | 114 (4.49)                      | 90 (3.55)                       | 89 (3.49)                       | 90 (3.56)                       | 108 (4.25)                      | 149 (5.87)                      | 1,379 (54.29)                   |
| 평균 강설량 cm (인치)                                              | 1.8 (0.7)                       | 2.5 (1.0)                       | 1.3 (0.5)                       | 0.0 (0.0)                       | 0.0 (0.0)                       | 0.0 (0.0)                       | 0.0 (0.0)                       | 0.0 (0.0)                       | 0.0 (0.0)                       | 0.0 (0.0)                       | 0.0 (0.0)                       | 0.51 (0.2)                      | 6.1 (2.4)                       |
| 평균 강수일수 (≥ 0.01 인치)                                        | 10.6                            | 11.3                            | 11.2                            | 10.1                            | 10.0                            | 10.1                            | 10.8                            | 9.2                             | 6.8                             | 7.7                             | 8.8                             | 11.0                            | 117.6                           |
| 평균 강설일수 (≥ 0.1 인치)                                         | 0.8                             | 0.6                             | 0.3                             | 0.0                             | 0.0                             | 0.0                             | 0.0                             | 0.0                             | 0.0                             | 0.0                             | 0.0                             | 0.3                             | 2.0                             |
| 평균 상대 습도 (%)                                                 | 72.0                            | 68.5                            | 65.3                            | 63.1                            | 69.0                            | 70.5                            | 74.0                            | 73.9                            | 73.9                            | 70.1                            | 70.9                            | 72.2                            | 70.3                            |
| 출처 1: 미국 해양대기청 (평년값: 1991년~2020년, 극값: 1907년~현재) |                                 |                                 |                                 |                                 |                                 |                                 |                                 |                                 |                                 |                                 |                                 |                                 |                                 |
| 출처 2: 세계기상기구 (상대습도, 1961년~1990년)                     |                                 |                                 |                                 |                                 |                                 |                                 |                                 |                                 |                                 |                                 |                                 |                                 |                                 |